# Alone Yet Not Alone
Alone Yet Not Alone è un film del 2013 diretto da Ray Bengston e George D. Escobar.
Film storico basato sull'omonimo libro di Tracy Leininger Craven. Sia il romanzo che il film raccontano un fatto realmente accaduto durante la guerra franco-indiana.

## Trama
1755. Mentre tra francesi e inglesi è appena iniziata la guerra per il controllo del Nord America la famiglia Leininger, di origine tedesca, sbarca nel nuovo mondo con l'intenzione di rifarsi una vita, lontano delle persecuzioni religiose che stanno affliggendo la Germania. Liberi di lavorare e di pregare negli incontaminati boschi di Penn's Creek, la loro quiete viene interrotta un giorno dall'attacco degli indiani Delaware. Le due sorelle della famiglia, Barbara e Regina Leininger, vengono rapite e portate nel territorio inesplorato. Facendosi forza a vicenda, mormorando il canto di famiglia che dà il titolo alla storia, verranno infine separate anch'esse dai Delaware, furenti proprio verso gli inglesi e i coloni che stanno combattendo i francesi.
Barbara, la maggiore delle due, viene portata in un villaggio Delaware dove gli indiani tentano di farle assimilare la loro cultura per anni, ma non desiste dal tentativo di fuga e alla fine ci riesce, ritornando a riabbracciare i parenti, tra cui la madre, scampati all'attacco.